# JoJo’s Bizarre Adventure: All Star Battle
JoJo's Bizarre Adventure: All Star Battle (яп. ジョジョの奇妙な冒険 オールスターバトル ДзёДзё но Кимёː на Боːкэн Оːру Сутаː Батору) — видеоигра в жанре файтинг, разработанная студией CyberConnect2 и выпущенная компанией Namco Bandai Games для игровой приставки PlayStation 3. Игра создана по мотивам одноимённой манги JoJo's Bizarre Adventure авторства Хирохико Араки. Вселенная игры поделена на 8 сюжетных арок, каждая из которых была создана на основе 8 частей оригинальной манги. В Японии игра была выпущена 29 августа 2013 года. В Европе, США и Австралии выход игры состоялся в апреле 2014 года.
Ремастер с дополнительным контентом под названием JoJo's Bizarre Adventure: All Star Battle R для PlayStation 4, PlayStation 5, Xbox One, Xbox Series X/S, Nintendo Switch, Microsoft Windows через Steam вышел 2 сентября 2022 года.

## Геймплей
JoJo’s Bizarre Adventure: All Star Battle представляет собой классический 3D файтинг, где игрок может выбирать персонажа из данного списка, чтобы вступать в сражение с другим персонажем-противником. Всего в игре доступно 40 персонажей из 8 частей оригинальной манги JoJo's Bizarre Adventure, а также один персонаж из манги Baoh, ранней работы Хирохико Араки. Цель игрока заключается в победе над противником, когда его энергетическая шкала станет пустой, или если по истечении таймера, шкала противника будет более пустой. Для боя используется 5 кнопок геймпада; лёгкий, средний, тяжёлый удары, уклон и применение уникальной техники. Последняя представляет собой возможность применять уникальную способность или технику боя, доступную только данному персонажу, уникальные техники в общем делятся на 5 категорий;
- Хамон (波紋) — персонаж в бою использует пульсирующую силу, чья природа схожа с солнечной. Такая сила называется хамон. С помощью неё можно проводить специальные атаки или повышать физические возможности персонажа. Хамон крайне эффективен в бою против вампира или человека-из-колонны, так как те не могут восстановить урон от нанесённой атаки.
- Вампиризм (吸血) — уникальные силы, доступные персонажам-вампирам. Позволяют быстро восстанавливать силы и последствия от урона за счёт очков жизни противника. Однако вампир слаб против серебряных пуль и особенно хамона. Дио Брандо также может использовать стенд. Персонаж-вампир из-за непереносимости света не может сражаться в локациях с дневным светом.
- Мод (流法（モード) — уникальный режим, доступный только людям-из-колонн. Каждый человек-из-колонны управляет силами природы, но слаб против атак хамона. Как и вампиры, могут сражаться только в локациях без солнечного света.
- Стенд (スタンド) — способность призывать духов, являющихся частью души персонажа. Каждый стенд обладает уникальной способностью. Некоторые стенды активны по умолчанию, другими же необходимо управлять. Носителям стенда доступна возможность наносить комбо-атаку одновременно со стендом.
- Наездник (騎乗) — персонажи данной категории способны вызывать во время боя своих лошадей, чтобы получить преимущество в бою. Также могут ограниченно использовать стенды.
- Бао (バオー武装現象) — способность, образованная в результате симбиоза с червями, известными, как Бао. Силы атаки носителя увеличиваются, также носитель может изменять форму тела, подстраиваясь под атаки противника. Данная способность была взята из манги Baoh, ранней работы Хирохико Араки.

Помимо датчика энергии, которые постепенно опустошается во время боя, на нижнем экране присутствуют особые датчики Heart Heat Gauge (яп. ハートヒートゲージ), которые наоборот заполняются, когда персонаж наносит удары. Когда датчик заполнен на половину, персонаж может наносить более мощную атаку Heart Heat Attacks (яп. ハートヒートアタック) и при полной шкале ещё более мощную атаку — Great Heat Attacks (яп. グレートヒートアタック). Язвительные комментарии персонажа также могут наносить небольшие уроны противнику. Также персонаж может использовать Strange Cancel (яп. プッツンキャンセル), чтобы сорвать комбо-атаку противника.
Действие боя происходит на разных локациях, которые присутствуют в оригинальной манге. При этом время от времени бою могут мешать Stage Gimmicks (яп. ステージギミック) посторонние объекты или люди — например в персонажа или оппонента может врезаться лошадь или машина в зависимости от места действия или же в бой кто-то внезапно вмешается. Между сценами боя присутствуют кат-сцены, пересказывающие сюжет оригинальной манги или же альтернативные сцены Situation Finishes (яп. シチュエーションフィニッシュ), появляющиеся, если игрок проигрывает за персонажа, который в оригинальной манге выиграл.
В игре доступен свободный режим, позволяющий выбирать для боя желаемого персонажа и противника вне зависимости от сюжетной линии. И также сюжетный режим, который ограничивает взаимодействие персонажей в рамках отдельных частей оригинальной манги, в которой они впервые появлялись. В таком случае игрок играет за протагониста или антагониста, а игра сама решает, с кем ему сражаться. Между боями, игра показывает сцены из сюжета. Помимо этого есть режим «Campaign Mode», являющийся онлайновым. В нём игрок может вступать в разные сражения, приобретая очки, на которые может изменять внешность своего персонажа.

## Персонажи
| Часть 1 Phantom Blood - Джонатан Джостар (сэйю: Кадзуюки Окицу), Хамон - Уилл Цеппели (сэйю: Ёку Сиойа), Хамон - Роберт Э. О. Спидвагон (сэйю: Ёдзи Уэда), Огр-Стрит - Дио Брандоa (сэйю: Такэхито Коясу), Вампиризм Часть 2 Battle Tendency - Джозеф Джостарб (сэйю: Томокадзу Сугита), Хамон - Цезарь Антонио Цеппели (сэйю: Такуя Сато), Хамон - Лиза Лиза (сэйю: Ацуко Танака), Хамон - Рудольф фон Штрохайм (сэйю: Ацуси Имаруока), Лучшая наука в мире - Эйсидиси (сэйю: Кэйдзи Фудзивара), Мод управления теплом - Вамуу (сэйю: Акио Оцука), Мод ветра - Карс (сэйю: Кадзухико Иноуэ), Мод света Часть 3 Stardust Crusaders - Дзётаро Кудзё (сэйю: Дайсукэ Оно), стенд Star Platinum - Старый Джозеф Джостарб (сэйю: Томокадзу Сугита/Унсё Исидзука), стенд Hermit Purple - Мохаммед Авдол (сэйю: Масаси Эбара/Кэнта Миякэ), стенд Magician’s Red - Нориаки Какёин (сэйю: Кодзи Юса/Даисукэ Хиракава), стенд Hierophant Green - Жан-Пьер Польнарефф (сэйю: Хироаки Хирата/Фуминори Комацу), стенд Silver Chariot - Игги (сэйю: Сигэру Тиба/Мисато Фукуэн), стенд The Fool - Хол Хорс (сэйю: Хотю Оцука/Хидэнобу Киути), стенд Emperor - Мэрайя (сэйю: Аяхи Такагаки), стенд Bastet - Пет Шоп, стенд Horus - Ванилла Айсв (сэйю: Хироюки Ёсино/Сё Хаями), стенд Cream - Дио Брандоa (сэйю: Такэхито Коясу), стенд The World и частично вампиризм Часть 4 Diamond Is Unbreakable - Дзёсукэ Хигасигата (сэйю: Ватару Хатано/Юки Оно), стенд Crazy Diamond - Окуясу Нидзимура (сэйю: Ватару Такаги), стенд The Hand - Коити Хиросэ (сэйю: Роми Паку/Юки Кадзи), стенд Echoes Акт 1, 2, и 3 - Рохан Кисибэ (сэйю: Хироси Камия/Такахиро Сакурай), стенд Heaven’s Door - Дзётаро Кудзё (Часть 4) (сэйю: Дайсукэ Оно), стенд Star Platinum - Сигэкиё Янгу (сэйю: Каппэй Ямагути), стенд Harvest - Юкако Ямагиси (сэйю: Мамико Ното), стенд Love Deluxe - Кэйтё Нидзимура (сэйю: Томоюки Симура), стенд Bad Company - Юя Фунгами (сэйю: Кисё Танияма), стенд Highway Star - Акира Отоси (сэйю: Сётаро Морикубо), стенд Red Hot Chili Pepper - Ёсикагэ Кира (сэйю: Рикия Кояма/Тосиюки Морикава), стенд Killer Queen - Косаку Кавадзириг (сэйю: Рикия Кояма/Тосиюки Морикава), стенд Killer Queen | Часть 5 Golden Wind - Джорно Джованна (сэйю: Дайсукэ Намикава/Кэнсё Оно), стенд Gold Experience/Gold Experience Requiem - Бруно Буччеллати (сэйю: Нориаки Сугияма/Юити Накамура), стенд Sticky Fingers - Наранчиа Джирга(сэйю: Ююко Сампэй/Даики Ямасита), стенд Aerosmith - Гуидо Миста (сэйю: Кэндзи Акабанэ/Косукэ Ториуми), стенд Six Pistols - Панакотта Фуго (сэйю: Хисафуми Ода/Дзюнъя Эноки), стенд Purple Haze - Леоне Абаккьо (сэйю: Таитэн Кусуноки/Дзюнъити Сувабэ), стенд Moody Blues - Трис Уна (сэйю: Саяка Сэнбонги), стенд Spice Girl - Прошутто и Пеши (сэйю: Такума Тэрасима и Синъя Фукумацу/Тацухиса Судзуки и Субару Кимура), стенды The Grateful Dead и Beach Boy - Гьяччо (сэйю: Тацухиса Судзуки/Нобухико Окамото), стенд White Album - Ризотто Неро (сэйю: Синсю Фудзи), стенд Metallica - Дьяволо (сэйю: Тосиюки Морикава/Кацуюки Конъиси), стенд King Crimson Часть 6 Stone Ocean - Джолин Кудзё (сэйю: Миюки Савасиро/Ай Файруз), стенд Stone Free - Эрмес Костелло (сэйю: Тидзи Ёнэмото/Муцуми Тамура), стенд Kiss - Фу Файтерс (сэйю: Рёко Сираиси/Мария Исэ), стенд Foo Fighters - Нарцисо Анасуй (сэйю: Юити Накамура/Даисукэ Намикава), стенд Diver Down - Везер Репорт (сэйю: Тору Окава/Юитиро Умэхара), стенд Weather Report/Heavy Weather - Энрико Пуччи (сэйю: Сё Хаями/Томокадзу Сэки), стенд Whitesnake Часть 7 Steel Ball Run - Джонни Джостар (сэйю: Юки Кадзи), наездник: лошадь Слоу Дэнсер и стенд Tusk Act 1, 2, 3, и 4 - Джайро Цеппели (сэйю: Синъитиро Мики), наездник: лошадь Валькирия и стенд Scan/Ball Breaker - Диего Брандо (сэйю: Такэхито Коясу), наездник: лошадь Сильвер Буллет и стенд Scary Monsters - Диего из параллельной вселенной (сэйю: Такэхито Коясу), наездник: лошадь Сильвер Буллет и стенд The World - Фанни Валентайн (сэйю: Ясуюки Кадзэ), стенд Dirty Deeds Done Dirt Cheap Часть 8 JoJolion - Дзёсукэ Хигасиката (сэйю: Мицуаки Мадоно), стенд Soft & Wet - Тору (сэйю: Нобунага Симадзаки), стенд Wonder of U (сэйю: Такаюки Суго) Baoh - Икуро Хасидзава, Baoh Armed Phenomenon (сэйю: Коки Утияма) |

↑  — Дио Брандо из Phantom Blood и Дио Брандо из Stardust Crusaders являются технически разными персонажами. Так Дио из Phantom Blood использует техники вампира во время сражений, а Дио из Stardust Crusaders использует стенд, хотя применяет несколько вампирских техник.
↑  — Хотя Джозеф Джостар из Battle Tendency и Stardust Crusaders являются одним и тем же персонажем, в игре это 2 самостоятельных персонажей; Джозеф из Battle Tendency в бою использует хамон, а из Stardust Crusaders использует стенд.
↑  — Ванилла Айс, как и Дио использует в бою стенд, может атаковать с приёмами вампира.
↑  — Косаку Кавадзири и Ёсикагэ Кира являются в оригинальной истории одним и тем же персонажем. Но в игре это два самостоятельных персонажа. В частности стенд Косаку Кавадзири в качестве оружия использует которастение Stray Cat «третью бомбу» стенда.

## Разработка и выход
Анонс состоялся в июле 2012 года. Игра разрабатывалась с использованием игрового движка JoJo Shading Requiem, стилизованном под мангу.
Копии игры распространялись в виде простого и ограниченного изданий "Gold Experience Box" (яп. 黄金体験BOX（ゴールド・エクスペリエンスボックス） Гоːрудо Экусупэриодзу Боккусу). Ограниченное издание включало в себя аксессуары в виде золотой пластины с изображением Джорно Джованны с его стендом Gold Experience и фигурку Дзётаро Кудзё с его стендом Star Platinum, а также диск с саундтреками из игры. В одном из промо-видео, представители Namco Bandai объявили, что все, кто сделают предзаказ игры, получат вместе с ней бесплатно и бонусных персонажей, за которых надо платить владельцам обыкновенных копий игры.
19 сентября 2013 года Namco Bandai Games объявила, что выпуск игры состоится примерно в 2014 году, и весной 2014 года в Европе. Некоторые имена персонажей ради соблюдения авторских прав будут изменены, однако разработчикам приходилось идти на компромисс со стороны Хирохико Араки, автора манги, который изначально был против смены имён и лично придумывал персонажам/стендам новые имена. В январе 2014 года стало известно, что игра All Star Battle выйдет в США ограниченно и будет доступна для покупке в онлайн-магазинах Amazon.com, ClubNamco.com и PlayStation Network. Выход в Европе также ограничился особыми изданиями с физической копией и фигуркой Дзётаро Кудзё и его стенда, украшенных 600 стразами Swarovski, которые были распроданы на аукционе через GamesAid. Аукцион закончился 5 апреля 2014, где было распродано 687 копий игры.

## Критика
| Сводный рейтинг | Сводный рейтинг |
| Агрегатор       | Оценка          |
| --------------- | --------------- |
| GameRankings    | 70,77 %         |

Критики журнала Famitsu дали игре 40 баллов из 40. Игра получила премию Japan Game Awards 2012 года в категории игры будущего. После выпуска игры, в Японии было продано 500,000 её копий. Нориаки Ниино лично поблагодарил фанатов Jojo за успех игры. Критик сайта Kotaku похвалил игру за её разнообразие и уважение к манге-оригиналу, но отметил, что у игры имеются проблемы с балансом и микротранзакциями. Чтобы исправить проблемы, связанные с микротранзакциями, CyberConnect2 выпустила к игре ряд обновлений, вместе с которыми добавили двух новых персонажей. По состоянию на 31 марта 2014 года в Японии было продано 700,000 копий игры.